# 圣母教堂 (布吕赫)

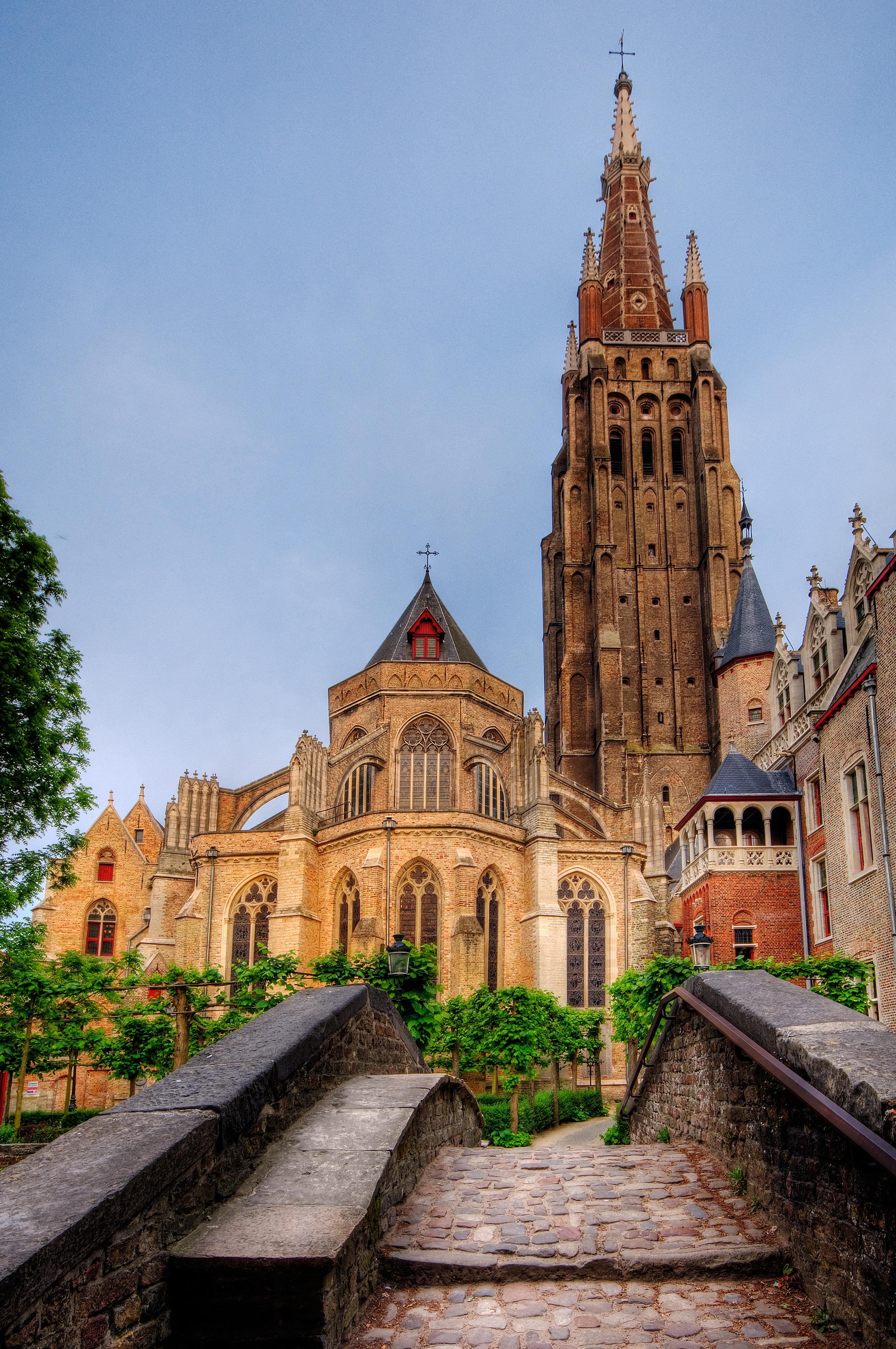
钟楼

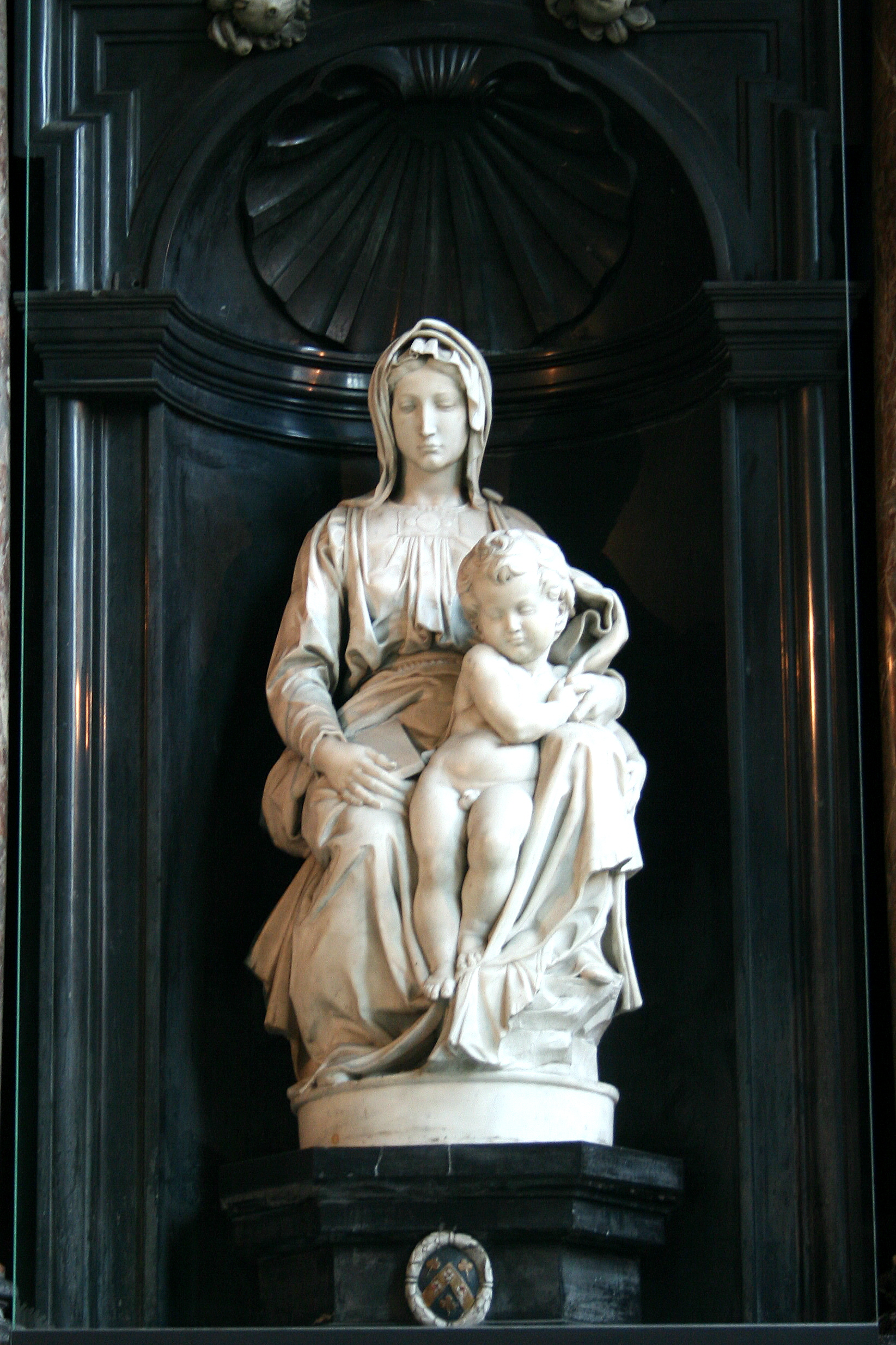
内部

圣母教堂 (荷蘭語：Onze-Lieve-Vrouwekerk）是比利时布吕赫的一座教堂，主要建于13、14和15世纪。 
其钟楼高122米，是该市最高建筑、世界第二高砖砌塔楼（最高的是德国兰茨胡特的圣马丁教堂）。
在大祭台后面的唱经楼，有瓦卢瓦王朝最后一任勃艮第公爵大胆的查理，及其女儿勃艮第的玛丽的坟墓。黑色石板上是父亲和女儿的镀金青铜肖像，两人都戴着王冠，查理全副盔甲，戴着金羊毛骑士团的装饰。
南部走廊大礼拜堂的祭台装饰保存着该教堂最著名的艺术珍品—米开朗基罗于1504年左右的白色大理石雕塑布吕赫圣母。最初可能是为锡耶纳主教座堂而作，被布吕赫商人 扬和亚历山大Mouscron兄弟买走，并在1514年捐赠给圣母教堂。这个雕塑曾两次被外国占领者抢走：1794年的法国革命者和1944年的纳粹德国，然后被追回。

## 图片

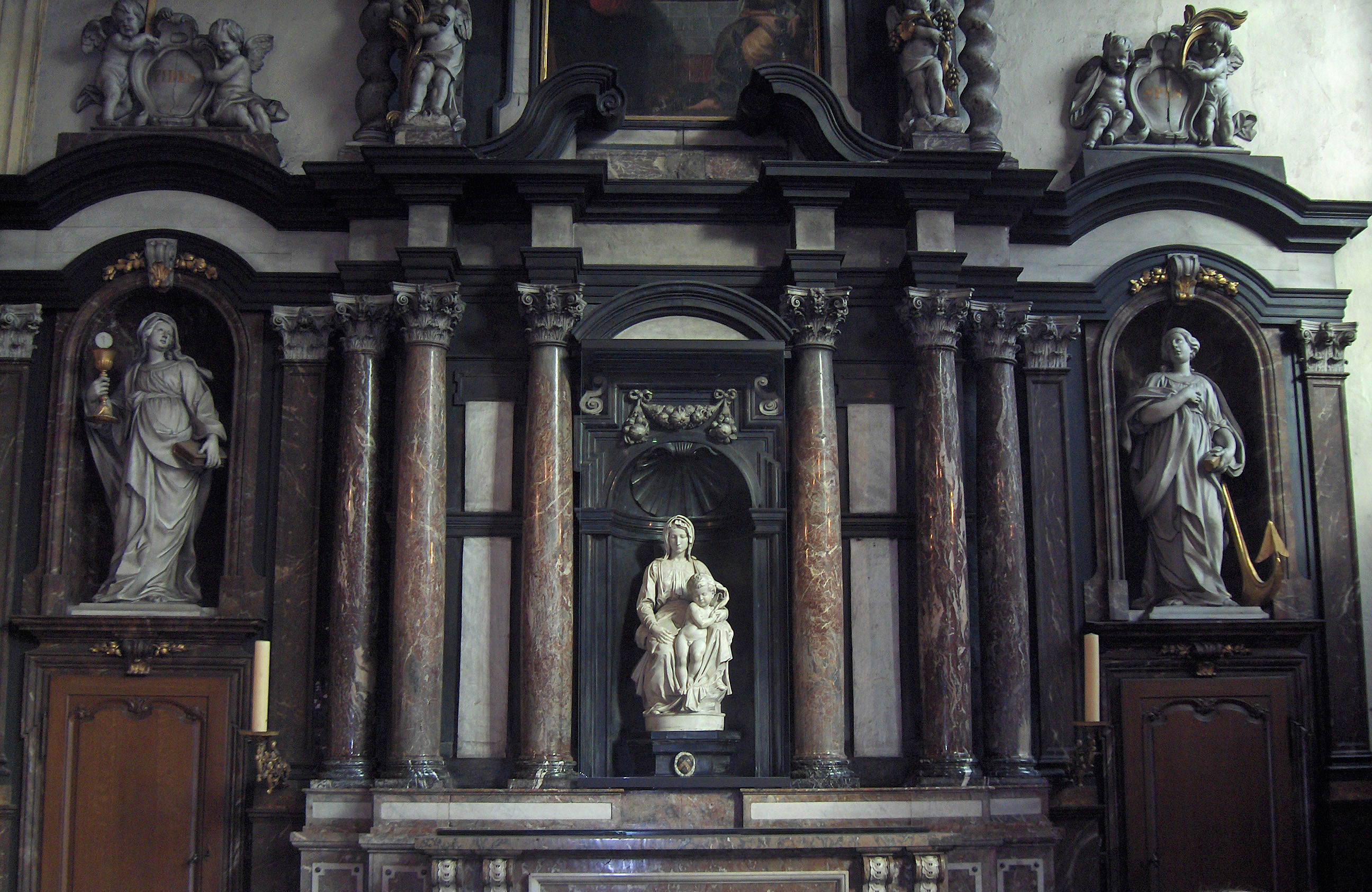
米开朗基罗的圣母
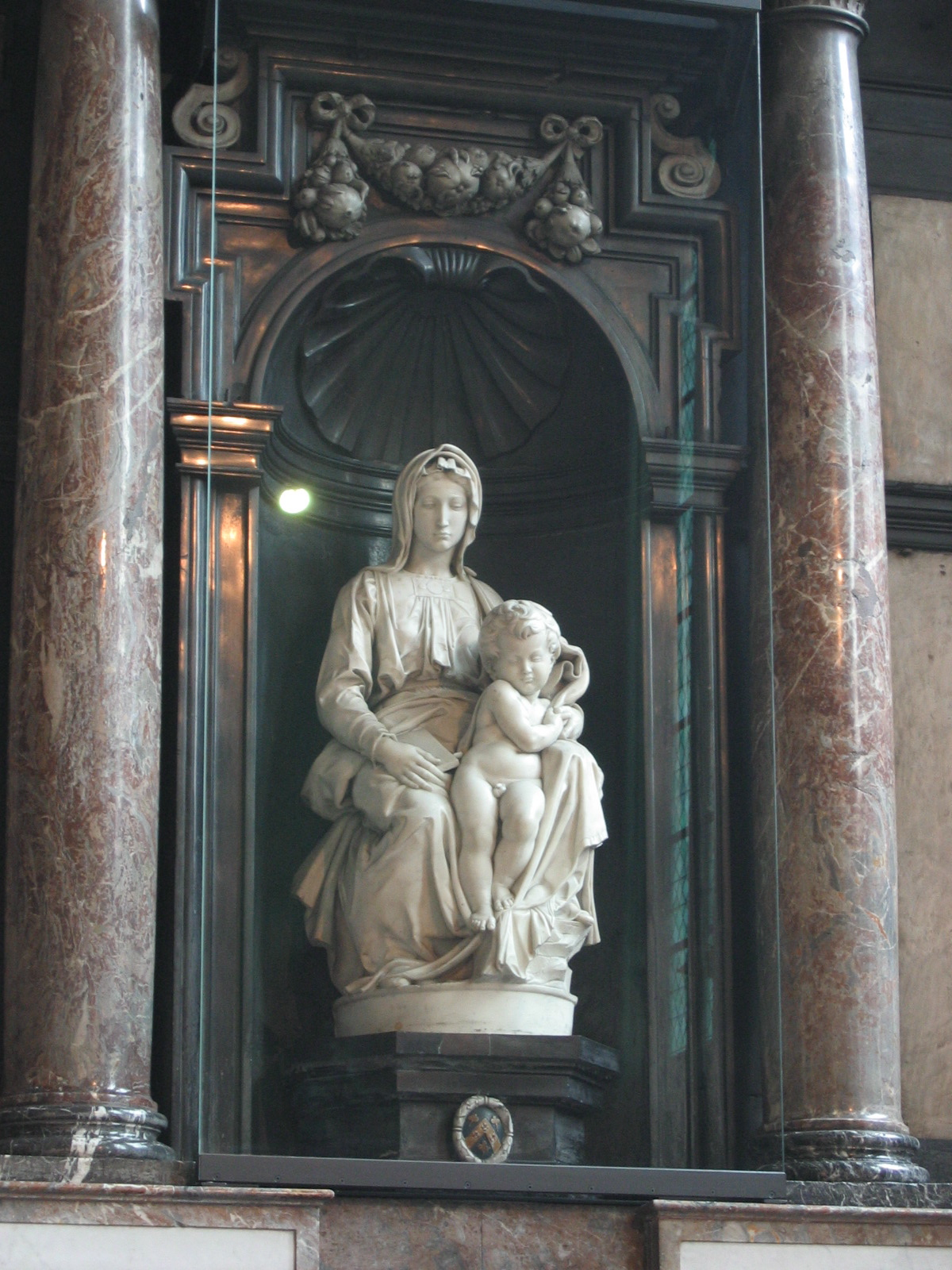
米开朗基罗的圣母
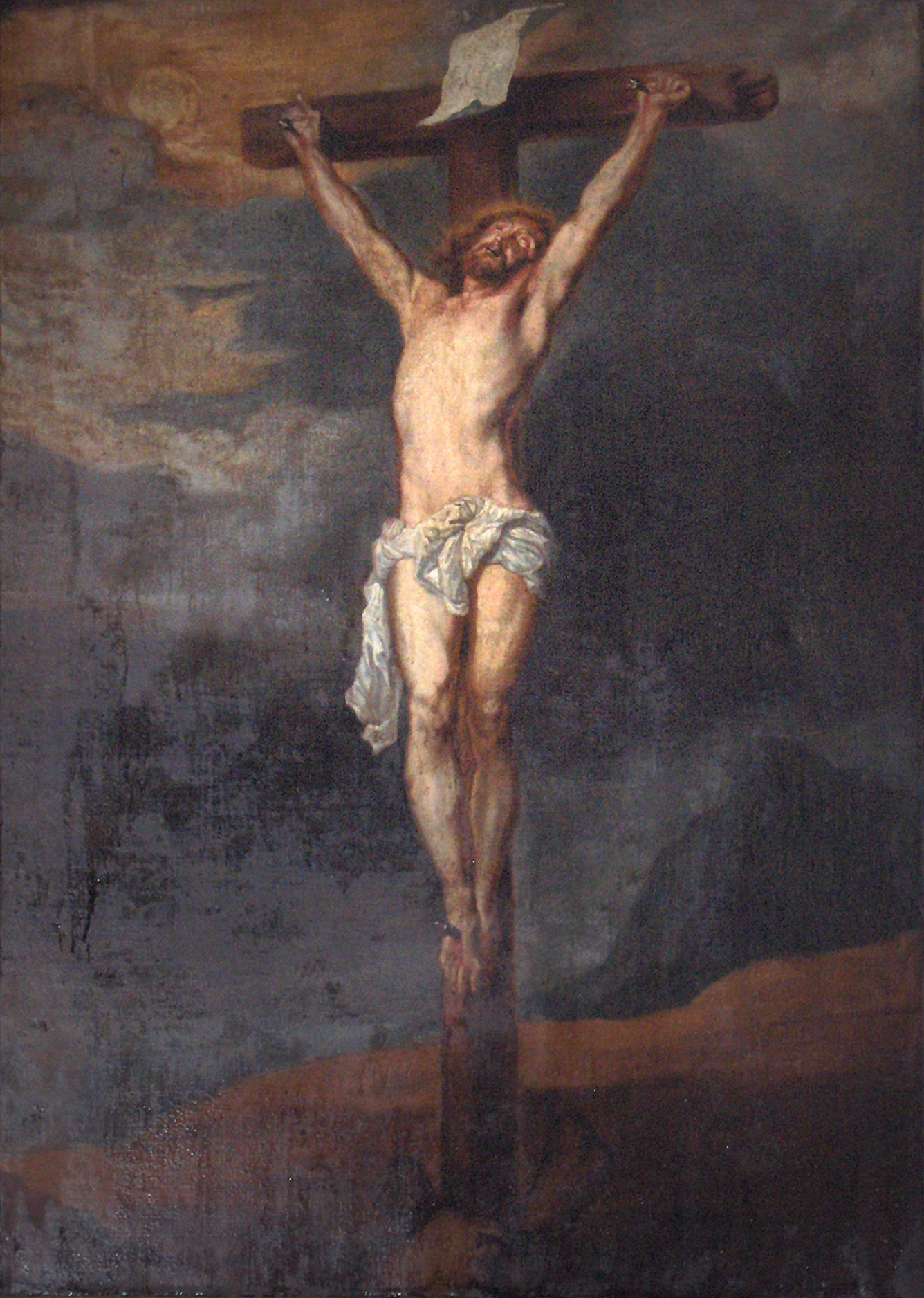
凡代克的受难像
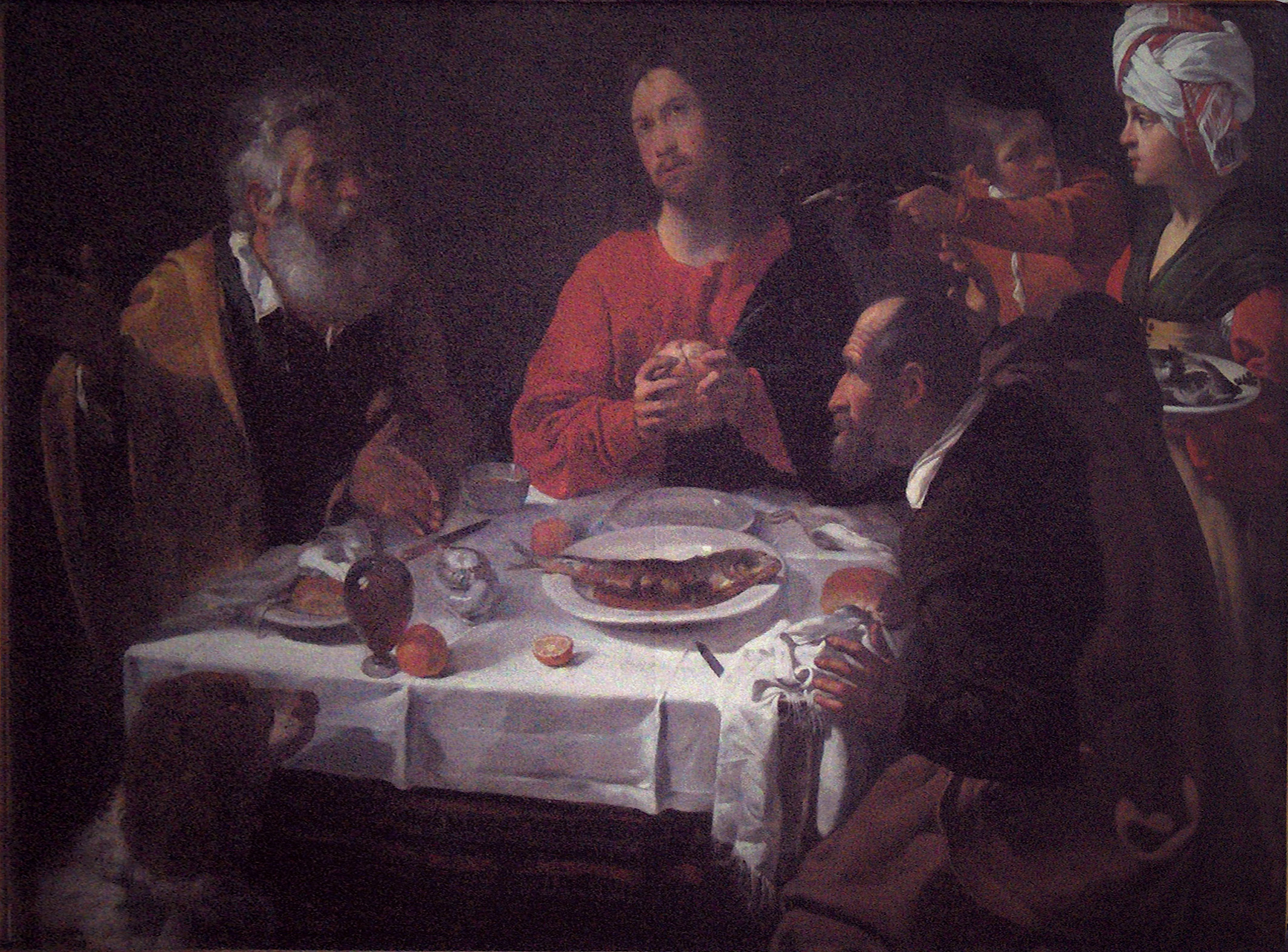
以马忤斯的晚餐，卡拉瓦乔